# Luise Kruger
Luise Kruger (Cotta, Alemania, 11 de enero de 1915-Dresde, 13 de junio de 2001) fue una atleta alemana, especialista en la prueba de lanzamiento de jabalina en la que llegó a ser subcampeona olímpica en 1936.

## Carrera deportiva
En los JJ. OO. de Berlín 1936 ganó la medalla de plata en el lanzamiento de jabalina, llegando hasta los 43.29 metros, siendo superada por su compatriota Tilly Fleischer (oro con 45.18 m) y por delante de la polaca Maria Kwaśniewska (bronce).